# 丹尼爾·莫巴爾克
丹尼爾·莫巴爾克（瑞典語：Daniel Mobaeck；1980年5月22日—）是一位瑞典足球運動員。在場上的位置是後衛。他現在效力於瑞典足球超級聯賽球隊艾夫斯堡體育會。他也代表瑞典國家足球隊參賽。